# Вилбур (Вашингтон)
Вилбур (енгл. Wilbur) град је у америчкој савезној држави Вашингтон. По попису становништва из 2010. у њему је живело 884 становника.

## Демографија
Према попису становништва из 2010. у граду је живело 884 становника, што је 30 (3,3%) становника мање него 2000. године.
| Група             | 2000.       | 2010.       |
| Белци             | 874 (95,6%) | 808 (91,4%) |
| Афроамериканци    | 0 (0,0%)    | 3 (0,3%)    |
| Азијати           | 2 (0,2%)    | 4 (0,5%)    |
| Хиспаноамериканци | 16 (1,8%)   | 20 (2,3%)   |
| Укупно            | 914         | 884         |